# Buenos Días (álbum)
Buenos días es el título del primer álbum de la banda musical española Mäbu. Sus canciones son sencillas y van desde el pop al folk. El disco comenzó a grabarse a mediados del 2009 en Vizcaya y terminó de mezclarse en Madrid a finales del 2010, culminando un proyecto de más de tres años de trabajo.

## Estilo
Las canciones de Buenos días pertenecen al género del pop. Son sencillas y de duración estándar. El disco fue producido sobre la base de canciones que ya habían sido escritas por María Blanco, la cantante de Mäbu. En general el ritmo es pausado en la mayoría de las canciones aunque hay excepciones como "Con mi voz" en la que los ritmos son más acelerados. Las canciones suelen ir acompañadas por una guitarra clásica o eléctrica y el piano, diferenciándose de "Hallo". La temática del álbum habla de relaciones personales, amor y desamor más que ninguna otra cosa, pues la intención de Mäbu era la de producir un álbum muy personal. Sin embargo, hay canciones como Tierra que hablan sobre temas más variados.

”El significado de ese "buenos días", que da título a este primer disco de Mäbu, es un deseo verdadero de disfrutar de lo que hay dentro del envoltorio. Es una invitación a abandonarse a los sentidos; a viajar por cada canción, por cada nota, dejándose impregnar por cada una de ellas y luego digerirlas con la sensación de que han sido tuyas siempre. La mayoría de las veces lo sencillo se convierte en bonito. Y cuando lo bonito atraviesa tu piel para quedarse, acaba transformándose en magia”. -Mäbu-

Predominan en las críticas acerca del disco y la banda los elogios hacia las facultades vocales de María Blanco.
El estilo visual del disco, rústico, se aprecia en los vídeos musicales que complementan el álbum o en los colores cálidos y oscuros como el marrón o el amarillo que tienen bastante presencia, por ejemplo, en la carátula de Buenos Días.

## Recepción
Las ventas de Buenos días no resultaron ser muy afortunadas. A pesar de las buenas críticas en general, a mediados del 2012, debido a su escaso éxito a nivel nacional e internacional, las copias de Buenos días fueron retiradas del mercado. Actualmente se puede obtener una copia física únicamente a través de tiendas en línea. A pesar de todo, como sencillo, "A solas" recaudó un éxito decente.

## Lista de canciones
Todas las canciones escritas y compuestas por María Blanco Uranga de Mäbu. 
| Buenos días |                         |          |  |
| N.º         | Título                  | Duración |  |
| 1.          | «A solas»               | 3:55     |  |
| 2.          | «Si me quieres lejos»   | 4:02     |  |
| 3.          | «Hallo»                 | 3:11     |  |
| 4.          | «Dos horas»             | 3:16     |  |
| 5.          | «Quiéreme»              | 4:02     |  |
| 6.          | «Con mi voz»            | 3:05     |  |
| 7.          | «Hazme el amor»         | 3:43     |  |
| 8.          | «Buenos días»           | 4:46     |  |
| 9.          | «A la vez»              | 4:15     |  |
| 10.         | «Detrás o delante»      | 3:27     |  |
| 11.         | «Estoy bien como estoy» | 4:41     |  |
| 12.         | «Tierra»                | 3:02     |  |